# Eulers formel
Se Eulers formel (geometri) för det resultat gällande konvexa polyedrar som även kallas "Eulers formel"
Se Eulers triangelformel för sambandet mellan de in- respektive omskrivna ciklarnas (till en triangel) radier och avståndet mellan deras medelpunkter

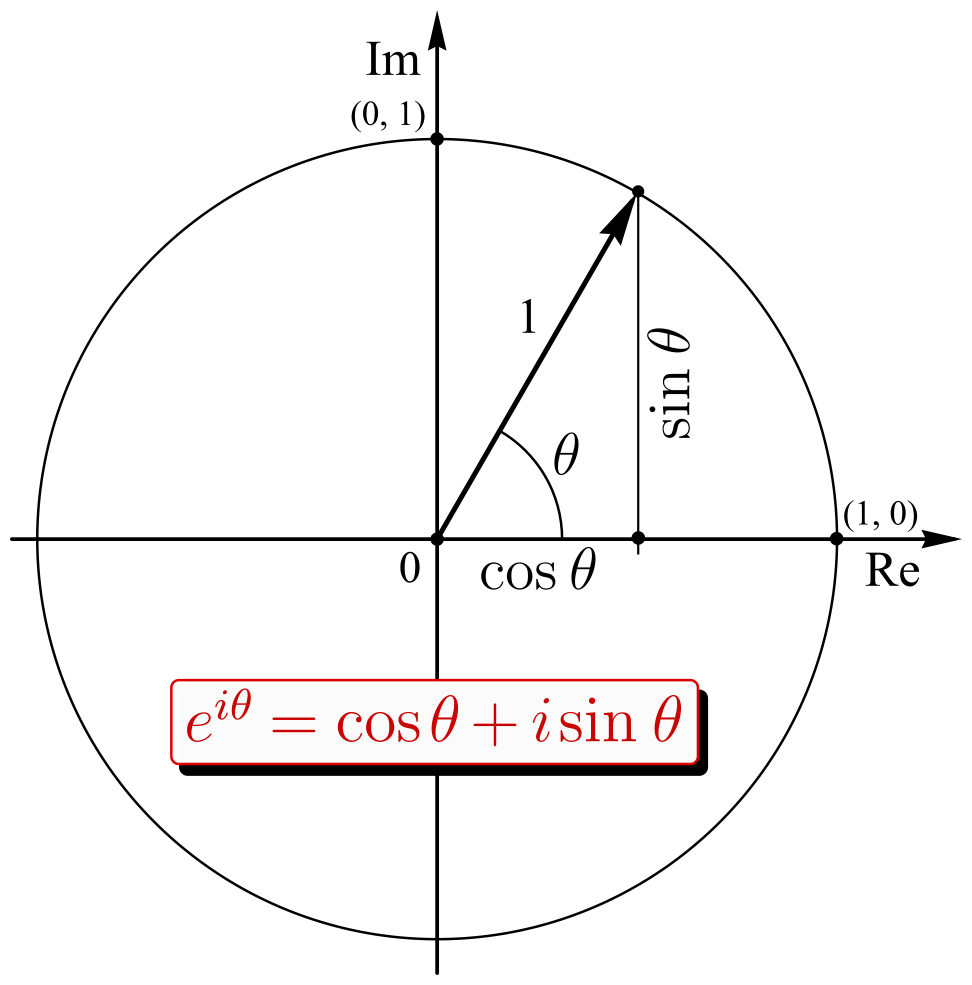
Eulers formel på enhetscirkeln i det komplexa talplanet.

Eulers formel inom komplex analys kopplar samman exponentialfunktionen och de trigonometriska funktionerna. Resultatet är namngivet efter Leonhard Euler.
{\displaystyle \ \mathrm {e} ^{\mathrm {i} \theta }=\cos \theta +\mathrm {i} \sin \theta }
En enkel konsekvens av Eulers formel är Eulers identitet
{\displaystyle \ \mathrm {e} ^{\mathrm {i} \pi }+1=0}
som förbluffat matematikstuderande genom tiderna. Formeln relaterar fyra tal från helt olika delar av matematiken: talet {\textstyle e} från analysen, talet {\textstyle \pi } från geometrin, den imaginära enheten, {\textstyle i}, från de komplexa talen och talet 1 från aritmetiken.
Formeln kan härledas ur taylorutvecklingen av {\displaystyle e^{z}} genom att sätta {\textstyle z=i\theta }. Det finns även en omvänd variant som kallas Eulers formler, vilka istället uttrycker de trigonometriska funktionerna sinus och cosinus med hjälp av exponentialfunktionen:
{\displaystyle \sin \theta ={\frac {\mathrm {e} ^{\mathrm {i} \theta }-\mathrm {e} ^{-\mathrm {i} \theta }}{2i}}}
{\displaystyle \cos \theta ={\frac {\mathrm {e} ^{\mathrm {i} \theta }+\mathrm {e} ^{-\mathrm {i} \theta }}{2}}}

## Bevis av Eulers formel
Taylorserien för den reella exponentialfunktionen {\textstyle e^{x}} kan skrivas 
{\displaystyle \mathrm {e} ^{x}=1+{\frac {x}{1!}}+{\frac {x^{2}}{2!}}+{\frac {x^{3}}{3!}}+\cdots =\sum _{n=0}^{\infty }{\frac {x^{n}}{n!}}}
Detta motiverar definitionen av den komplexa exponentialfunktionen enligt
{\displaystyle \mathrm {e} ^{z}=1+{\frac {z}{1!}}+{\frac {z^{2}}{2!}}+{\frac {z^{3}}{3!}}+\cdots }
Funktionerna {\textstyle e^{x}}, {\textstyle \cos(x)} och {\textstyle \sin(x)} (där {\textstyle x} är ett reellt tal) kan taylorutvecklas runt noll, vilket ger serierna
{\displaystyle {\begin{aligned}\mathrm {e} ^{x}&{}=1+x+{\frac {x^{2}}{2!}}+{\frac {x^{3}}{3!}}+\cdots \\\cos x&{}=1-{\frac {x^{2}}{2!}}+{\frac {x^{4}}{4!}}-{\frac {x^{6}}{6!}}+\cdots \\\sin x&{}=x-{\frac {x^{3}}{3!}}+{\frac {x^{5}}{5!}}-{\frac {x^{7}}{7!}}+\cdots \end{aligned}}}
För komplexa tal {\textstyle z}, definieras var och en av dessa funktioner av respektive serie genom att {\textstyle x} ersätts med {\textstyle z} (där {\textstyle x} är ett reellt och {\textstyle z} är ett komplext tal). Detta är tillåtet om högerleden existerar för alla {\textstyle z}, vilket är fallet då konvergensradierna är oändliga. De tre serierna är absolutkonvergenta för alla {\textstyle z}. Då gäller: 
{\displaystyle {\begin{aligned}\mathrm {e} ^{iz}&{}=1+\mathrm {i} z+{\frac {(\mathrm {i} z)^{2}}{2!}}+{\frac {(\mathrm {i} z)^{3}}{3!}}+{\frac {(\mathrm {i} z)^{4}}{4!}}+{\frac {(\mathrm {i} z)^{5}}{5!}}+{\frac {(\mathrm {i} z)^{6}}{6!}}+{\frac {(\mathrm {i} z)^{7}}{7!}}+{\frac {(\mathrm {i} z)^{8}}{8!}}+\cdots \\&{}=1+\mathrm {i} z-{\frac {z^{2}}{2!}}-{\frac {\mathrm {i} z^{3}}{3!}}+{\frac {z^{4}}{4!}}+{\frac {\mathrm {i} z^{5}}{5!}}-{\frac {z^{6}}{6!}}-{\frac {\mathrm {i} z^{7}}{7!}}+{\frac {z^{8}}{8!}}+\cdots \\&{}=\left(1-{\frac {z^{2}}{2!}}+{\frac {z^{4}}{4!}}-{\frac {z^{6}}{6!}}+{\frac {z^{8}}{8!}}-\cdots \right)+\mathrm {i} \left(z-{\frac {z^{3}}{3!}}+{\frac {z^{5}}{5!}}-{\frac {z^{7}}{7!}}+\cdots \right)\\&{}=\cos z+\mathrm {i} \sin z\end{aligned}}}
Notera att om {\textstyle z} sätts till ett reellt tal {\textstyle x} så erhålls Eulers formel på den vanliga formen: 
{\displaystyle \mathrm {e} ^{ix}=\cos {x}+\mathrm {i} \sin {x}}